# Bolsa subtendinosa del músculo supraescapular
La bolsa subtendinosa del músculo supraescapular o bursa supra-acromial se encuentra en la cara superior del acromion y, normalmente, no se comunica con la articulación glenohumera. La bursitis supra-acromial no ha estado recibiendo mucha atención de la literatura y se la sigue describiendo principalmente como informes de casos de diagnóstico presuntivo con ninguna correlación histopatológica. Desde la bursa  supra-acromial, no supraclavicular, masas llenas de líquido ubicados sobre la clavícula articulación o distal acromioclavicular no se corresponden con la bursitis supra-acromial. 